# Onel Hernández
Onel Lázaro Hernández Mayea (Morón, 1 de fevereiro de 1993) é um futebolista cubano que atua como ponta-direita. Atualmente está sem clube.

## Carreira
Jogou nas categorias de base de 4 equipes da Alemanha - TuS Westfalia Neuenkirchen, Gütersloh, Rot-Weiß Ahlen e Arminia Bielefeld, onde se profissionalizou em 2010, aos 17 anos.
Seu primeiro jogo foi contra o Paderborn, pela 2. Bundesliga (segunda divisão alemã), na temporada 2010–11. Pelo Arminia, Hernández jogou 26 partidas. Entre 2012 e 2016, defendeu os times B do Werder Bremen (45 jogos e 4 gols) e do Wolfsburg (53 partidas e 7 gols), além de ter jogado 51 vezes com a camisa do Eintracht Braunschweig na segunda divisão.
Em janeiro de 2018, foi contratado pelo Norwich City, assinando por 3 anos e meio com os Canários. Após 12 jogos na parte final da temporada 2017–18, foi um dos principais destaques da equipe campeão da segunda divisão inglesa, com 40 jogos e fazendo 8 gols, ajudando o Norwich a conquistar o título e o acesso à Premier League de 2019–20, tornando-se o primeiro cubano a disputá-la e também o primeiro atleta de seu país a fazer um gol, na derrota por 3 a 1 para o Manchester United.

## Seleção nacional
Hernández, que migrou para a Alemanha com sua mãe e sua irmã aos 6 anos, chegou a atuar uma vez pela seleção Sub-18 do país europeu em 2010, tendo inclusive passaporte alemão. Porém, escolheu jogar pela Seleção Cubana durante uma entrevista para uma emissora de TV local.
O atacante chegou a ser convocado para um amistoso contra a República Dominicana em novembro de 2019, mas a Associação de Futebol de Cuba, até então, impedia que jogadores fora da ilha atuassem pela seleção, e antes de viajar para Havana, recebeu uma ligação do treinador Raúl Mederos, que disse ao jogador que não poderia atuar e ele apenas treinou com os companheiros de equipe.
As boas atuações de Hernández fizeram com que dirigentes da AFC fossem pressionados a mudarem as regras para convocações de jogadores visando as eliminatórias para a Copa de 2026, que terá 48 seleções (fazendo com que o número de participantes da CONCACAF aumentasse para 6). O atacante faria sua estreia pelos Leões do Caribe em março de 2021, contra a Guatemala, e marcou seu primeiro gol na derrota por 2 a 1 para Curaçao.

## Títulos
Norwich City
- EFL Championship: 1 (2018–19)[14]